# 安特克拉的托尔卡尔山自然保护区
安特克拉的托尔卡尔山自然保护区（西班牙語：El Paraje Natural Torcal de Antequera）位于托尔卡尔山（西班牙語：Sierra del Torcal），简称托尔卡尔（西班牙語：El Torcal），是西班牙安达卢西亚马拉加省安特克拉南部的一个自然保护区。意思是有的地方，而是指落水洞；当地有许多填满红色石灰土的落水洞，托尔卡尔因此得名。
托尔卡尔于2016年被收入联合国教科文组织世界遗产安特克拉石墓遗址。